# Blaszki rogowe
Blaszki rogowe (lamellae) – blaszki licznie występujące w dziobie ptaków blaszkodziobych (Anseriformes) i flamingów (Phoenicopteriformes) na wewnętrznej powierzchni szczęki i żuchwy. Umożliwiają przecedzanie pokarmu pobieranego z wody. Odciski podobnych struktur odkryto u dinozaurów z rodzaju Gallimim.